# 리쿠젠오노역
리쿠젠오노역(일본어: 陸前小野駅, りくぜんおのえき)은 일본 미야기현 히가시마쓰시마시에 있는, 동일본 여객철도의 철도역이다.

## 역 구조
1면 2선 구조의 지상역이다. 승강장과 역사는 건널목으로 이어져 있다.

### 승강장
| 1·2 | ■ 센세키 선 ■ 센세키 도호쿠 라인 | (하행) | 야모토·이시노마키 방면                |
| 1·2 | ■ 센세키 선                      | (상행) | 마쓰시마카이간·센다이·아오바도리 방면 |
| 1·2 | ■ 센세키 도호쿠 라인             | (상행) | 다카기마치·시오가마·센다이 방면       |

## 역세권 정보
- 국도 제45호선
- 나루세 강(ja)

## 역사
- 1928년 4월 10일: 미야기 전기철도의 전철역으로 영업 개시.
- 1944년 5월 1일: 국유화.
- 1987년 4월 1일: 민영화에 따라 동일본 여객철도의 소속이 되었다.
- 2003년 10월 26일: 스이카 도입.
- 2011년 3월 11일: 동일본 대지진으로 일어난 쓰나미가 덮침.
- 2012년 3월 17일: 센세키 선 당역 ~ 야모토 구간이 운행 재개, 새 역사 사용 개시.
- 2015년 5월 30일: 센세키 선 다카기마치 ~ 당역 구간이 운행 재개, 센세키 도호쿠 라인 개통

## 인접역
| 동일본 여객철도 ■ 센세키 선 | 동일본 여객철도 ■ 센세키 선       | 동일본 여객철도 ■ 센세키 선 |
| --------------------------- | --------------------------------- | --------------------------- |
| 노비루 센다이 방면          | ■ 센세키 도호쿠 라인 ■쾌속, ■쾌속 | 야모토 이시노마키 방면      |
| 노비루 아오바도리 방면      | ■ 보통                            | 가즈마 이시노마키 방면      |